# Итоговый турнир WTA 2007
Sony Ericsson Championships 2007 — турнир сильнейших теннисисток, завершающий сезон WTA. В 2007 году прошло 37-е по счёту соревнование для одиночных игроков и 32-е для парных. Традиционно турнир проводится поздней осенью — в этом году с 6 по 11 ноября на кортах Recinto Ferial Casa de Campo в Мадриде, Испания, которая принимает его второй год подряд.
Прошлогодние победители:
- одиночки —  Жюстин Энен
- пары —  Лиза Реймонд /  Саманта Стосур

## Квалификация
Квалификация на этот турнир происходит по итогам чемпионской гонки WTA.

### Одиночный турнир
Золотистым цветом выделены теннисистки, отобравшиеся на Итоговый турнир года в Стамбуле. 
 Серебристым — запасные на турнире в Стамбуле. 
| Рейтинг Чемпионской гонки 2007 | Рейтинг Чемпионской гонки 2007 | Рейтинг Чемпионской гонки 2007 | Рейтинг Чемпионской гонки 2007 |
| #                              | Теннисистка                    | Очки                           | Турниры                        |
| ------------------------------ | ------------------------------ | ------------------------------ | ------------------------------ |
| 1                              | Жюстин Энен                    | 5405                           | 13                             |
| 2                              | Елена Янкович                  | 4097                           | 27                             |
| 3                              | Светлана Кузнецова             | 3691                           | 18                             |
| 4                              | Ана Иванович                   | 3163                           | 19                             |
| 5                              | Серена Уильямс                 | 2767                           | 11                             |
| 6                              | Анна Чакветадзе                | 2698                           | 21                             |
| 7                              | Винус Уильямс                  | 2623                           | 13                             |
| 8                              | Даниэла Гантухова              | 2431                           | 26                             |
| 9                              | Мария Шарапова                 | 2431                           | 12                             |
| 10                             | Марион Бартоли                 | 2224                           | 30                             |
| 11                             | Елена Дементьева               | 2023                           | 20                             |

* — Винус Уильямс формально отобралась на турнир, но в Мадриде не сыграла.

### Парный турнир
| Рейтинг Чемпионской гонки 2007 | Рейтинг Чемпионской гонки 2007 | Рейтинг Чемпионской гонки 2007 | Рейтинг Чемпионской гонки 2007 |
| #                              | Команда                        | Очки                           | Турниры                        |
| ------------------------------ | ------------------------------ | ------------------------------ | ------------------------------ |
| 1                              | Кара Блэк Лизель Хубер         | 6650                           | 22                             |
| 2                              | Лиза Реймонд Саманта Стосур    | 3627                           | 12                             |
| 3                              | Чжань Юнжань Чжуан Цзяжун      | 3146                           | 13                             |
| 4                              | Ай Сугияма Катарина Среботник  | 2812                           | 11                             |
| 5                              | Квета Пешке Ренне Стаббс       | 2662                           | 14                             |

* — Пара Реймонд / Стосур квалифицировалась на итоговые соревнования, но не сыграла там из-за проблем со здоровьем у австралийки.

## Соревнования

### Одиночные соревнования
Жюстин Энен обыграла  Марию Шарапову со счётом 5-7, 7-5, 6-3.
- Жюстин Энен выигрывает 10й титул в сезоне и 39й за карьеру в туре ассоциации.
- Мария Шарапова со второй попытки уступает финал итогового турнира ассоциации.

### Парные соревнования
Кара Блэк /  Лизель Хубер обыграли  Катарину Среботник /  Ай Сугияму со счётом 5-7, 6-3, [10-8].
- Кара Блэк с 6й попытки побеждает в финале итогового турнира.